# 熨斗镇
熨斗镇，是中华人民共和国陕西省安康市石泉县下辖的一个镇。

## 行政区划
熨斗镇下辖以下地区：
熨斗集镇社区、长岭村、沙湾村、刘家湾村、齐建村、瓦子沟村、双坪村、茨林村、松树村、高兴村、布里村、板长村、金星村、先联村、麦坪村和中河村。